# Ailleron
Ailleron S.A. – polska grupa kapitałowa z siedzibą w Krakowie, notowana na Giełdzie Papierów Wartościowych w Warszawie. Firma specjalizuje się w dostarczaniu oprogramowania dla fintechów, banków, firm leasingowych i ubezpieczeniowych oraz innych organizacji z branży finansowej. Tworzy innowacyjne produkty oparte na chmurze obliczeniowej i sztucznej inteligencji, wspierając automatyzację i optymalizację procesów biznesowych.
Oferta firmy obejmuje platformę danych klientów, usługi i produkty wykorzystujące możliwości generatywnej sztucznej inteligencji i uczenia maszynowego, aplikacje internetowe, wieloplatformowe aplikacje mobilne, projektowanie UX i UI, usługi modernizacji aplikacji i DevOps. Obsługuje ponad 200 klientów w 40 krajach, głównie w Europie i Azji Południowo-Wschodniej.
Ailleron rozwija też interaktywną platformę komunikacyjną LiveBank, która umożliwia instytucjom finansowym efektywną obsługę klientów w czasie rzeczywistym. Platforma integruje czat, wideo i telefon, wspierając automatyzację procesów i wykorzystując sztuczną inteligencję, co zwiększa efektywność obsługi oraz poprawia doświadczenia użytkowników.
Klientami Ailleron są duże grupy bankowe i leasingowe: BNP Paribas, CitiBank, Credit Agricole, EFL Leasing, ING, Raiffeisen-Leasing, Santander, Standard Chartered.
Partnerami technologicznymi Ailleron są Ab Initio Software, ArangoDB, Billon, Creatio, Google Cloud, Microsoft, MongoDB, NannyML, Nethone, Onteon Tech, Office Samurai, Insightify i DigitalGateways.

## Historia
- 1999 – powstanie spółki Websoft[potrzebny przypis]
- 2004 – powstanie spółki Software Mind[potrzebny przypis]
- 2008 – powstanie spółki Wind Mobile[potrzebny przypis]
- 2008 – powstaje platforma RBT[potrzebny przypis]
- 2009 – nowi inwestorzy spółki: IIF S.A. oraz Middlefield Ventures (Intel Capital)[potrzebny przypis]
- 2010 – Software Mind wchodzi na rynek hotelarski[potrzebny przypis]
- 2011 – debiut na NewConnect[potrzebny przypis]
- 2013 – powstanie jednego ze sztandarowych produktów One Ringback[potrzebny przypis]
- 2014 – połączenie Wind Mobile z Software Mind[potrzebny przypis]
- 2015 – przeniesienie notowań na rynek główny GPW[2]
- 2015 – zmiana nazwy spółki na Ailleron S.A.[3]
- 2016 – Ailleron zdobywa tytuł National Champion w konkursie European Business Awards
- 2017 – podpisanie umowy inwestycyjnej z Hoteliga B.V.
- 2019 – Ailleron na Liście Diamentów Forbsa w kategorii 50-250 mln PLN przychodu
- 2022 – LeaseTech Customer Platform od Ailleron uznany za najlepszy produkt finansowy tego roku podczas gali „Motor Finance Europe Conference & Awards 2022”[4]
- 2022 – Ailleron wyróżniony przez firmę Microsoft za strategię cloud-first w kategorii „New Star: Independent Software Vendor & StartUp” podczas gali „Microsoft Poland Partner of the Year Awards”[5]
- 2022 – Ailleron otrzymuje nagrodę IT@BANK przyznawaną firmom o największym potencjale rozwojowym wśród polskich przedsiębiorstw IT obsługujących branżę finansową
- 2022 – powstaje aplikacja SGB Mobile, stworzona przez SGB-Bank we współpracy z Ailleron
- 2023 – pierwsza edycja konferencji Ailleron Innovation Forum organizowanej we współpracy z partnerami technologicznymi MongoDB i Google Cloud Poland
- 2023 – redakcja portalu MarkaPracodawcy.pl uhonorowała Ailleron nagrodą i certyfikatem „Friendly Workplace 2023 – People First!” za wysoką jakość relacji z pracownikami oraz zaangażowanie w budowanie przyjaznej kultury organizacyjnej, opartej na takich filarach, jak pasja w działaniu, uczciwość, empatia i siła doceniania[6]
- 2023 – Clutch, globalna platforma ocen i recenzji dla firm i usługodawców działających w sektorze usług B2B, przyznała Ailleron tytuły Clutch Champion i Clutch Global Leader
- 2024 – otwarcie biura Ailleron w Wiedniu[7]
- 2024 – Ailleron podpisał umowę ramową z Crédit Agricole na wdrożenie usług z zakresu generatywnej sztucznej inteligencji
- 2024 – kapituła programu Najwyższa Jakość Quality International 2024 przyznała Ailleron tytuł Laureata i Srebrne Godło QI 2024 w kategorii QI Services za świadczenie najwyższej jakości usług w zakresie oprogramowania dla technologii finansowych
- 2024 – Ailleron wyróżniony w raporcie „Computerworld TOP 200” za 2023 rok w kategoriach: liderzy cyfryzacji w Polsce, najwięksi dostawcy rozwiązań i usług IT dla sektora bankowego, finansowego i ubezpieczeniowego, dostawcy usług integracyjnych i usług w modelu cloud, najwięksi eksporterzy rozwiązań IT, dostawcy oprogramowania na licencjach własnych
- 2024 – druga edycja konferencji Ailleron Innovation Forum organizowana w krakowskim Muzeum Sztuki i Techniki Japońskiej Manggha
- 2024 – Aplikacja SGB Mobile, rozwijana we współpracy z Ailleron, po raz czwarty została nominowana do Mobile Trends Awards – w 2024 roku po raz pierwszy w kategorii „AI w Mobile” dzięki wdrożeniu klasyfikatora transakcji wspierającego zarządzanie finansami przez klientów banku[8]
- 2025 – Ailleron dołącza do Hiszpańskiego Stowarzyszenia Fintech i InsurTech (hiszp. Asociación Española de FinTech e InsurTech, AEFI), które aktywnie wspiera rozwój firm i startupów z sektora fintech i insurtech w Hiszpanii
- 2025 – trzecia edycja flagowego wydarzenia technologicznego Ailleron Innovation Forum

## Software Mind
Spółka Software Mind z Grupy Ailleron świadczy usługi rozwoju oprogramowania dla firm z Europy Zachodniej i Stanów Zjednoczonych, w tym z Doliny Krzemowej, a także – pod marką Amplitiv – dla sektora telekomunikacyjnego.

## Ailleron Innovation Forum
Od 2023 roku Ailleron jest organizatorem konferencji technologicznej Ailleron Innovation Forum, która gromadzi kadrę zarządzającą organizacji z branży finansowej, leasingowej i ubezpieczeniowej oraz ekspertów w dziedzinie innowacji. Forum ma na celu wymianę wiedzy, doświadczeń oraz najlepszych praktyk związanych z implementacją nowoczesnych usług technologicznych i doradztwem w zakresie transformacji cyfrowej w instytucjach finansowych. Wszystkie edycje wydarzenia odbyły się w przestrzeni konferencyjnej Muzeum Sztuki i Techniki Japońskiej Manggha w Krakowie.

## Ekspansja międzynarodowa
Ailleron otworzył biuro w Wiedniu, aby rozszerzyć swoją działalność na rynku DACH (Niemcy, Austria, Szwajcaria), odpowiadając na rosnące zapotrzebowanie na rozwój oprogramowania i cyfryzację w sektorze finansowym i leasingowym. Uroczyste otwarcie wiedeńskiego biura odbyło się 25 stycznia 2024 roku.